# Кутлу, Беркан
Беркан Исмаил Кутлу (тур. Berkan İsmail Kutlu; 25 января 1998, Монте) — турецкий футболист, защитник клуба «Галатасарай» и сборной Турции.

## Клубная карьера
Беркан Кутлу родился в швейцарском городе Монте. Там и начал играть в футбол в местном клубе любительского уровня. Летом 2018 года футболист присоединился к клубу Суперлиги «Сьон», где начинал выступать в молодежной команде. Дебют в первой команде «Сьона» состоялся в июне 2020 года. В первой команде Кутлу сыграл всего два матча.
В июле 2020 года после завершения контракта со «Сьоном», Кутлу вернулся на историческую родину, где присоединился к «Аланьяспору». В команде он отыграл один сезон, после чего подписал пятилетний контракт со столичным «Галатасараем».
Спустя два года, 31 августа 2023 года, был арендован итальянским «Дженоа».      

## Карьера в сборной
В 2020 году Беркан Кутлу провёл три матча в составе молодёжной сборной Турции .
В октябре 2021 года в матче отбора к чемпионату мира 2022 против Норвегии Кутлу дебютировал в национальной сборной Турции.

## Достижения
«Галатасарай»
- Чемпион Турции (3): 2022/23, 2023/24, 2024/25
- Обладатель Кубка Турции: 2024/25
- Обладатель Суперкубка Турции: 2023